# Nguyễn Mạnh Đẩu
Nguyễn Mạnh Đẩu (sinh năm 1948) là một tướng lĩnh Quân đội nhân dân Việt Nam, hàm Trung tướng. Ông từng giữ chức Bí thư Đảng ủy, Phó Chủ nhiệm Tổng cục Kỹ thuật về Chính trị từ năm 2005 đến năm 2006; Chính ủy Tổng cục Kỹ thuật từ năm 2005 đến năm 2007. Ông là con rể của Thượng tướng Trần Sâm.

## Thân thế
Ông sinh ngày 17 tháng 10 năm 1948 tại xã Nghi Hợp, huyện Nghi Lộc, tỉnh Nghệ An.

## Sự nghiệp
Ngày 15 tháng 10 năm 1964, ông nhập ngũ đợt 3 biên chế vào Tiểu đội 1, Trung đội 2, Đại đội 2, Tiểu đoàn 4, Trung đoàn 101, Sư đoàn 325B.
Từ năm 1964 đến năm 1971, ông tham gia nhiều chiến dịch và trận chiến của Quân đội.
Từ năm 1972 đến năm 1986, ông làm Trợ lý Phòng Nghiên cứu, rồi Phó Phòng Nghiên cứu, Cục Chính sách, Bộ Quốc phòng.
Từ năm 1986 đến năm 1990, ông làm Trưởng phòng Nghiên cứu, Cục Chính sách, Bộ Quốc phòng
Từ năm 1991 đến năm 1992, ông làm Phó Cục trưởng Cục Chính sách, Bộ Quốc phòng
Từ năm 1993 đến năm 2000, ông làm Cục trưởng Cục Chính sách, Tổng cục Chính trị.
Từ năm 2000 đến năm 2004, ông làm Phó Hiệu trưởng về Chính trị Trường Sĩ quan Lục quân 1.
Từ năm 2005 đến năm 2007, ông làm Chính ủy Tổng cục Kỹ thuật.
Ông nghỉ hưu năm 2007.
Ông được phong hàm Thiếu tướng năm 2000 và Trung tướng năm 2006.